# Kdetoys
kdetoys とはおもちゃアプリケーションや Kicker のアプレットを含む KDE のパッケージである。

## アプリケーション一覧
- AMOR - デスクトップマスコット（Amusing Misuse of Resources の略）
- KOdometer - マウスの移動距離を測るアプリケーション
- KTeaTime - お茶を入れるためのタイマー
- KTux - Tux の登場するスクリーンセーバー
- KWorldClock - 地球上のどの地域が昼間なのかを表示する世界時計

## アプレット一覧
- eyesapplet - xeyes に似たアプレット
- fifteenapplet - 15個のピースを番号順に並べるパズルのアプレット
- kmoon - 月の満ち欠けを表示するアプレット
- kweather - 天気を表示するアプレット